# Aulotandra angustifolia
Aulotandra angustifolia là một loài thực vật có hoa trong họ Gừng. Loài này được H.Perrier mô tả khoa học đầu tiên năm 1939.